# Warrenton, Missouri
Warrenton är administrativ huvudort i Warren County i Missouri. Orten grundades år 1864.